# Phyllotaxis

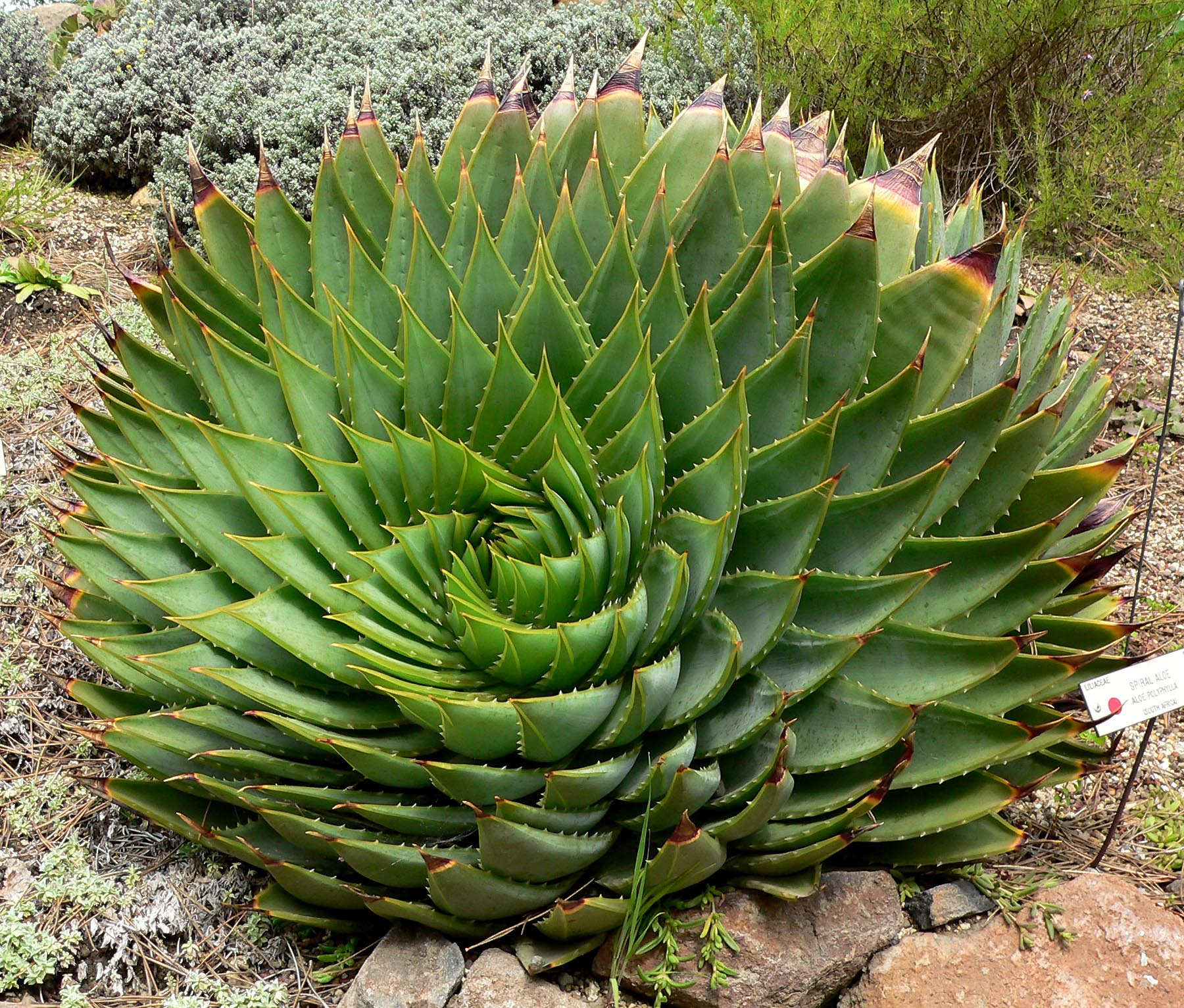
Spiraler hos Aloe polyphylla

Phyllotaxis är det sätt som blad är arrangerade på växtstjälkar, till exempel i spiral.
Ordet kommer från grekiskans phýllon "blad" och táxis "ordning".